# Impares Premium
Impares Premium es una serie española sobre la comedia y el amor y está protagonizada por multitud de actores. Es un spin-off de la serie Impares.

## Argumento
La serie seguirá la estructura de Impares, de modo que los espectadores tendrán ocasión de seguir cuatro tipos de piezas que se alternan en cada una de las tramas que configuran la serie.
Entrevista con el coach:
Se trata de entrevistas a cámara con cada uno de los clientes, guiadas a través de las preguntas tipo cuestionario que formula el coach correspondiente en forma de voz en off. A través de ellas el espectador conoce la forma de ser, aficiones, fobias y demás información relevante, tanto a la hora de construir el perfil psicológico del cliente, como de encontrar los supuestos puntos de compatibilidad con los candidatos/as a pareja de cada uno de ellos/as.
Entrevista con cliente y su invitado:
Tras la entrevista inicial se realiza esta segunda entrevista que, como en el caso anterior, está guiada por un coach (en off). En ella se tratará de contrastar la información proporcionada por el cliente, con la ofrecida por su acompañante: alguien de su absoluta confianza y que le conozca bien. Este invitado, junto al cliente, se verán expuestos a una especie de "careo" por parte del coach, para contrastar la idea que tiene el cliente de sí mismo con la imagen que tienen los demás de él (a través de los comentarios de su acompañante).
La cita:
Una vez que la agencia Impares ha seleccionado a los candidatos a pareja según afinidad de caracteres, se organiza la cita entre los clientes seleccionados. Estas citas se realizan sin presencia de terceros y se graban desde diferentes puntos de vista y sin que los protagonistas sepan que están siendo grabados. Cada uno de los clientes podrá tener una o varias citas dependiendo, tanto del desarrollo, como del éxito o fracaso de las mismas y del potencial e índice de aceptación del personaje por parte de la audiencia.
La entrevista post-cita:
Tras la cita, el coach (en off) mantiene una entrevista con cada cliente para conocer (desde su punto de vista) los pormenores y el resultado de la misma. A lo largo de la conversación, y a modo de flashback, se inserta los momentos capitales de la cita, a modo de guiño exclusivamente para el espectador, y para que éste asista al divertido contraste entre la versión del cliente y lo que realmente sucedió en el encuentro.

## Reparto

### Reparto principal
- María Ballesteros - Cristina Miralles
- César Camino - Jesús Amorós
- Cecilia Freire - Lola
- Iván Massagué - Maxi
- Carmen Ruiz - Mamen

### Reparto secundario
- Marta Poveda - Fany Clos (Episodio 1)
- Maribel Ripoll - Gitana del Retiro (Episodio 1)
- Yolanda Ramos - Maite (Episodio 2)
- Canco Rodríguez - Manu (Episodio 2)
- Jordi Vilches - Israel Seildelmann (Episodio 2; Episodio 7)
- Marta Hazas - Alessandra Sáez de Santamaría (Episodio 3)
- Manuela Burló Moreno - Carlita (Episodio 3)
- Antonio Muñoz de Mesa - Ángel Gutiérrez (Episodio 3; Episodio 6; Episodio 9)
- Jesús Caba - Rodrigo (Episodio 4)
- Marta Flich - Mariví (Episodio 4)
- Salva Reina - Raúl (Episodio 4)
- Daniel Ortiz - Atracador (Episodio 5)
- Rodrigo Poisón - Bari (Episodio 5)
- Juanra Bonet - Roberto (Episodio 6)
- William Miller - Gustavo (Episodio 6)
- Alfonso Bassave - Marc (Episodio 8)
- Laura Sánchez - Laura (Episodio 8)
- Fernando Boza - Hugo (Episodio 8)
- Sergio Castellanos - Eric (Episodio 8)
- Francisco Boira - Roger (Episodio 10)
- Fran Nortes - Gregorio (Episodio 10)
- Gorka Otxoa - Kike (Episodio 10)
- Eva Ugarte - Graciela (Episodio 10)

#### Con la colaboración especial de
- Willy Toledo - Yago Herrera (Episodio 1 - Episodio 3; Episodio 5)
- Luisa Martín - Madre de Jesús (Episodio 2)
- José Luis García Pérez - José Luis (Episodio 4)
- Raúl Cimas - Carlos (Episodio 5)
- Ernesto Sevilla - Diego (Episodio 5)
- Eloy Arenas - Padre de Maxi (Episodio 7)